# Doctrine des effets réels
La doctrine des effets réels (en anglais : Real Bills Doctrine) est une doctrine économique selon laquelle la création de monnaie doit être adossée à l'économie réelle, c'est-à-dire que les créances créées par les banques (banques commerciales) ne doivent être décorrélées de la valeur totale présente dans le système économique. Cette doctrine, qui a prévalu des années 1870 aux années 1910, n'est plus d'actualité, et n'a pas survécu à la théorie quantitative de la monnaie.

## Concept
La doctrine des effets réels tient pour vrai que n'importe quel bien (et pas seulement un stock de métal précieux comme l'or ou l'argent) peut servir de base à l'émission monétaire, dès lors que le bien a une valeur suffisante, et qu'il puisse être liquidé assez rapidement pour fournir aux clients la contrepartie nécessaire pour rembourser les billets de banque émis.
Ainsi, en l'application de cette doctrine, une banque peut émettre un billet par gramme d'or dont elle dispose dans ses coffres. Elle peut ainsi garantir qu'elle rendra un gramme d'or pour chaque billet qu'on lui présentera. La banque peut créer autant de billets qu'elle détient d'effets réels, c'est-à-dire de la valeur à laquelle le billet est adossé (en l'occurrence, des grammes d'or). Afin de garantir la convertibilité en or des billets, si le client demande un remboursement, la banque récupérera l'or correspondant au billet.
Ce qui fonde la confiance dans un tel système économique est que la monnaie est toujours garantie par une valeur sous-jacente, qui ne peut disparaître, à moins que le sous-jacent détenu par la banque soit volé. Les agents économiques ont confiance en la valeur de 10€ d'un billet de 10€ car ce bout de papier, bien qu'il n'ait pas de valeur intrinsèque, repose sur une équivalence stricte avec 10€ de richesse marchande.
La doctrine des effets réels se fonde sur une conception de la théorie de la monnaie endogène. La monnaie est en effet endogène à l'économie, c'est-à-dire qu'elle est basée sur la valeur qui est présente dans le système économique. Elle n'est pas créée par une institution surplombante, comme c'est le cas selon la théorie de la monnaie exogène.

## Penseurs
Cette doctrine est notamment énoncée dans les écrits de John Law. Dans son ouvrage de 1705, Money and Trade Considered: With a Proposal for Supplying a Nation with Money, il soutient qu'il est nécessaire qu'il existe « une devise déterminée par la production, sécurisée grâce à la propriété réelle de richesses, et qui réponde aux besoins des échanges économiques » (output-governed currency secured to real property and responding to the needs of trade).
Cette idée est reprise par divers auteurs, tels que Simon Clement (1710), Charles Bosanquet (1810) et Thomas Tooke (1845). Le premier grand apport théorique est celui d'Adam Smith, qui, dans les Recherches sur la nature et les causes de la richesse des nations, soutient qu'une économie peut se trouver sans inflation dès lors que les billets de banque sont émis uniquement en contrepartie d'effets de commerce, car, dans une telle situation, la quantité de monnaie resterait égale aux besoins de l'économie.

## Débats et controverses

### Stabilité des prix et stabilité financière
La doctrine des effets réels a été une doctrine efficace pour allier une stabilité des prix avec une certaine stabilité financière. En effet, parce que la monnaie imprimée était assise sur la valeur de l'économie, les épisodes d'inflation dus à un surplus de création monétaire des banques commerciales étaient rares. En effet, tant que la monnaie est créée par la banque commerciale en étant adossée à une valeur réelle, c'est-à-dire aux besoins de l'économie, il ne peut y avoir d'épisode inflationniste causé par ces banques.
La faille principale de ce système était que les banques pouvaient être tentées, pour produire plus de crédit, de surestimer la valeur des effets réels qu'elles possédaient. En effet, « les banques peuvent mettre trop de complaisance dans l'appréciation des effets qu'on leur offre en échange ». Le risque d'une déconnexion entre les effets réels et la monnaie créée par le crédit était donc réelle, même en l'absence d'interventions de la banque centrale.

### Opposition des quantitativistes
La doctrine fait l'objet de débats au Parlement du Royaume-Uni ainsi qu'en France. Au Royaume-Uni, les bullionistes tels que David Ricardo rejettent l'argumentation des partisans de la doctrine des effets réels et soutiennent que la hausse des prix trouve sa source dans la création monétaire, c'est-à-dire que l'inflation est due à un excès de monnaie, et qu'un retrait de la monnaie en circulation permettra aux prix de trouver leur niveau naturel. Ils rejettent donc la possibilité que la monnaie soit endogène et liée aux besoins de l'économie. Ces auteurs, dits quantitativistes car ils considèrent l'inflation comme due à un excès de monnaie, soutiennent intuitivement la théorie quantitative de la monnaie,.

### Doctrine des effets réels aujourd'hui
La doctrine des effets réels n'est plus appliquée aujourd'hui. Les systèmes bancaires modernes fonctionnent sur le système de réserves fractionnaires, où la banque ne détient qu'une partie en valeur de ce qu'elle prête. Dans un système reposant sur la doctrine des effets réels, il n'y a pas d'effet multiplicateur du crédit : tant que l'émission monétaire correspondant au crédit est garantie par un actif, elle est légitime et correspond seulement à une mise en circulation (sous forme de monnaie) d'un bien (celui qui garantit le prêt).